# Pavol Peter Gojdič
Pavol Peter Gojdič, magyarul Gojdics Pál Péter (Eperjes vagy Pillerpeklén, 1888. július 17. –‎ Újvároska, 1960. július 17.) boldoggá avatott szlovák bazilita szerzetes, eperjesi görögkatolikus püspök, aki mártíromságot szenvedett a csehszlovák kommunista rezsim alatt.

## Pályafutása
Papi családban született. Tanulmányait Cigelkán, Bártfán és Eperjesen végezte el, majd 1907-ben érettségizett le. Teológiai tanulmányait Eperjesen, majd a budapesti Központi Papnevelő Intézetben végezte el. 1911. augusztus 27-én Eperjesen szentelte pappá – Kornél testvérével együtt – Vályi János eperjesi püspök.
Első szolgálati helyén 1911-ben, rövid ideig apja, Stefan mellett volt káplán. 1912-ben középiskolai oktatónak és szemináriumi prefektusnak nevezték ki. Később Kisszebenben lett levéltáros és káplán. 1919-ben püspöki irodaigazgató lett, melyről 1922-ben lemondott, amikor környezete meglepetésére július 20-án belépett a bazilita rendbe. Szerzetesi beöltözése 1923. január 27-én volt, ekkor felvette a Pál szerzetesi nevet.

### Püspöki pályafutása
1926. szeptember 14-én eperjesi apostoli adminisztrátornak, 1927. március 7-én, 39 éves korában Harpasa-i címzetes püspöknek nevezte ki XI. Piusz pápa. Püspökké szentelésére Rómában került sor a Szent Kelemen-bazilikában 1927. március 25-én.
Szolgálata alatt iskolákat, árvaházat, illetve több parókiát alapított, többek között Prágában, Pozsonyban és Léván. 1939. április 13-án XII. Piusz pápa kinevezte a munkácsi apostoli adminisztratúra szlovákiai apostoli adminisztrátorává. Ezt a kinevezést vissza akarta utasítani, de a visszautasítást és lemondást a pápa nem fogadta el, hanem helyette kinevezte 1940. július 17-én eperjesi püspöknek. Beiktatása augusztus 8-án volt.
1950-ben a Csehszlovák Népköztársaság betiltotta a görögkatolikus egyházat. Április 28-án egy törvénytelenül összehívott gyűlés az eperjesi Fekete Sas szállóban kimondta az egyházmegye visszatérését az ortodox egyházba. A gyűlés küldöttséget intézett a püspökhöz, hogy adja át a székesegyház kulcsait, melyet ő megtagadott, s ezért a küldöttség tagjai rendőri intézkedést kértek, s a püspököt letartóztatták. 1951-ben a Szovjetunió elleni kémkedés és hazaárulás vádjával elítélték. Börtönbüntetését többek között Illaván és Lipótváron töltötte.
Felajánlották neki, hogy szabadon engedik, ha elfogadja a csehszlovák ortodox egyház pátriárkájának tisztét, de ő elutasította az ajánlatot, mert hűséges akart maradni a pápához és egyházához. A kínzások és rossz börtönkörülmények következtében 1960-ban, a 72. születésnapján tüdőrákban a börtönkórházban elhunyt.
Lipótváron temették el, nevétől megfosztva. A fejfáján csak 681. szám szerepelt. 1968-ban, az úgynevezett Prágai tavasz engedményeként testét exhumálták, s szarkofágját az eperjesi székesegyházban helyezték el.

## Emléke, tisztelete
2001-ben II. János Pál pápa boldoggá avatta.
A Jad Vasem Intézet 2008-ban a Világ Igaza címmel tüntette ki, a második világháború alatti zsidómentő tevékenységéért.

## Források

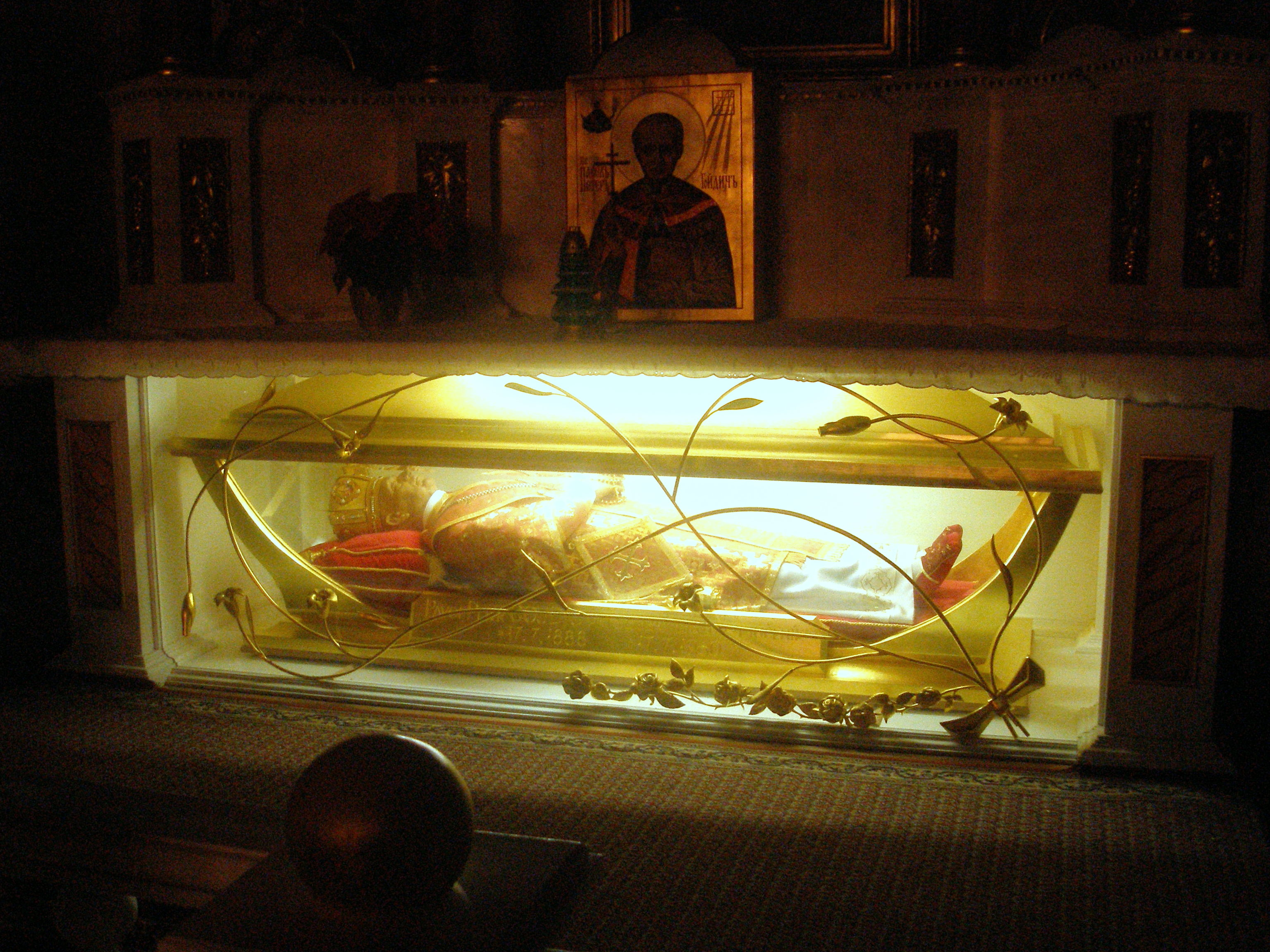
Szarkofágja az eperjesi székesegyházban